# Theope batesi
Theope batesi is een vlindersoort uit de familie van de prachtvlinders (Riodinidae), onderfamilie Riodininae.
Theope batesi werd in 1998 beschreven door Hall, J.